# Sepecat Jaguar

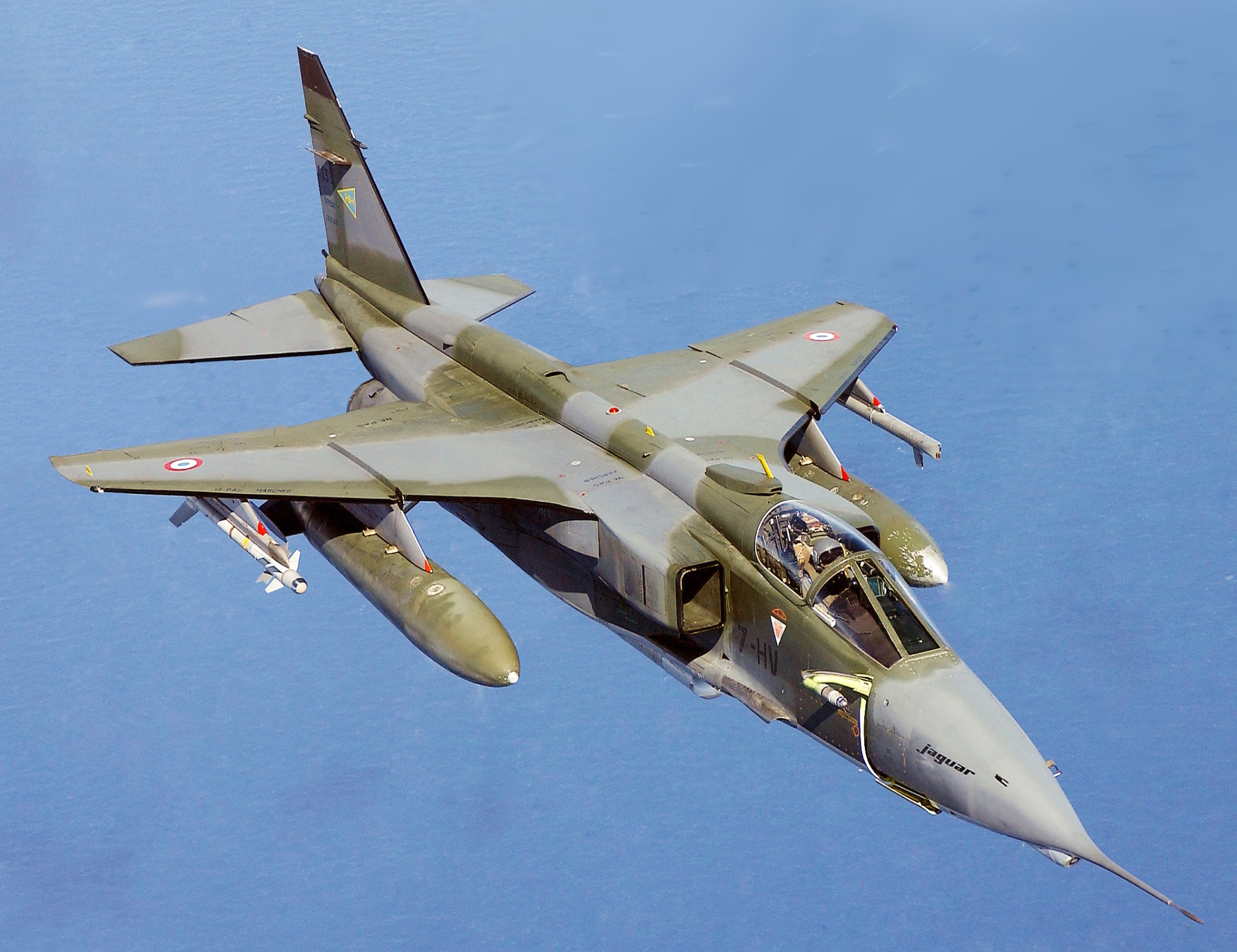
Franse Jaguar

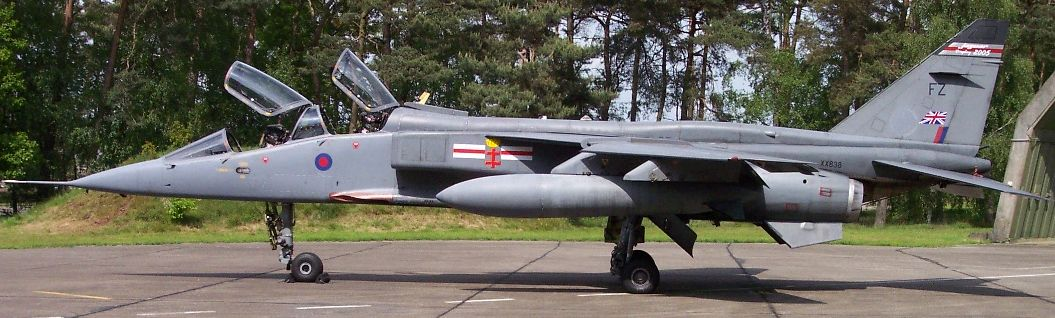
RAF Trainerversie

De SEPECAT Jaguar is een jachtbommenwerper die begin jaren 60 was ontwikkeld door een Frans-Brits samenwerkingsverband van de firma's Bréguet en British Aerospace. De firma’s verenigden zich voor de ontwikkeling van dit toestel in de Société Européenne de Production de l'Avion d'École de Combat et d'Appui Tactique (SEPECAT).

## Taak
Het toestel was primair ontworpen om luchtsteun te bieden (close air support); de latere versies waren ook uitgerust voor aanvalsmissies (strike/interdictie). Daarnaast was het toestel als trainer inzetbaar. De versies voor de Franse luchtmacht kregen vanaf 1978 strike/interdictie capaciteit en zijn geschikt gemaakt voor het werpen van de Franse AN-52 kernbom.
Er zijn meer dan 450 Jaguars afgeleverd. 

## Geschiedenis
De eerste testvluchten werden in Frankrijk gemaakt in april 1968 op Vélizy-Villacoublay en in Engeland in oktober 1969 op RAF Warton. In mei 1972 kwamen de eerste operationele toestellen in Mont-de-Marsan van de productielijn.
De Jaguar werd in de volgende modellen geleverd
- Jaguar A, de eenzits close-air-supportjager voor de ALA
- Jaguar B of T Mk2A, de tweezits trainer voor de RAF
  - De submodellen T Mk2A, T Mk2B en T Mk4 respectievelijk standaardisering naar GR Mk1A, het geven van TIALD lasercapaciteit en het brengen op de standaardeisen van 1996.
- Jaguar E, de tweezits trainer voor de ALA
- Jaguar S en GR1, resp. de eenzits aanvalsjager geschikt voor het afwerpen van de WE.177 kernbom en de verbeterde close-air-supportjager voor de RAF
  - De submodellen GR1A en GR1B, GR3 en 3A waren respectievelijk uitgerust met navigatie, ECM en Sidewinder-capaciteit, TIALD-lasercapaciteit en op de standaardeisen van 1996 gebracht.
- Jaguar M was een incidenteel prototype voor tests bij de Franse Aéronavale
- Jaguar I was de internationale versie voor de exportmarkt.

## Operationele indelingen
In Frankrijk moest de Jaguar de vervanger worden van de verouderde Franse Lockheed T-33's en de Fouga Magisters. De Jaguar functioneerde in de periode juni 1972–juli 2005 op het gebied van het verlenen van luchtsteun als hoeksteen van de Franse Armée de l'Air (ALA). Na 2005 werd de Dassault Rafale geleidelijk bij de ALA ingevoerd onder gelijktijdige uitfasering van de Jaguar.
De Jaguar was bij de Franse luchtmacht ingedeeld bij
- Escadron Chasse (EC) 1, 2, 3 en 4/7 op vliegbasis Saint-Dizier
- EC 1, 2, 3 en 4/11 op vliegbasis Toul
- EC 3/3 op vliegbasis Mérignac

Bij de Britse RAF diende de Jaguar tussen maart 1974 en april 2007. Het was de vervanger van de Britse Folland Gnats en de Hawker Hunters. Het toestel is hier niet meer operationeel en is vervangen door de Eurofighter Typhoon.
Bij de Britse luchtmacht was de Jaguar ingedeeld bij
- 6, 41 en 54 Squadron op RAF Coltishall
- 16 Reserve Sqn en 226 operationele conversie eenheid (OCU) op RAF Lossiemouth
- 14, 20, 27 en 31 Sqn op RAF Brüggen (West-Duitsland)
- 2 Sqn op RAF Laarbruch (West-Duitsland)

Het toestel was in 2007 nog operationeel bij de luchtmachten van Ecuador, India, Nigeria en Oman.

## Inzet
De Jaguar is in dienst van de ALA en de RAF daadwerkelijk in actie geweest tijdens de Golfoorlog en boekte daar wisselende successen. Hierbij gingen drie toestellen in acties verloren.
Ook tijdens de oorlog in Kosovo werd het toestel ingezet maar ditmaal alleen door de ALA. Hierbij ging één toestel in actie en één toestel door een ongeluk verloren. Tijdens de Kargil-oorlog werd het toestel vele malen ingezet door de Indiase luchtmacht. Eventuele verliezen zijn niet bekend.